# Patrick Jusseaume
Patrick Jusseaume (28 oktober 1951 – 25 oktober 2017) was een Frans stripauteur.

## Levensloop
Jusseaume werd geboren in het huidige Ivoorkust toen het nog een onderdeel was van de Franse kolonie Frans-West-Afrika. Hij vestigde zich in 1971 in de Franse stad Rouen, waar hij ook afstudeerde aan de lokale kunstacademie. Aanvankelijk werkte Jusseaume daarna als tekenleraar. In 1985 debuteerde Jusseaume in het Franse stripblad Vécu, waar hij met scenarist Daniel Bardet enkele korte verhalen en de stripreeks Het huis Kwant voor tekende. Uitgeverij Glénat gaf deze stripreeks in albumvorm uit. Vanaf de jaren 90 tekende hij ook de stripreeks Tramp op scenario van Jean-Charles Kraehn. Ondertussen illustreerde hij en deed verscheidene eenmalige projecten. 
In 2011 had tekenaar Jusseaume last van zijn hand waarna scenarist Kraehn hem hielp het tiende album van Tramp af te krijgen. In 2014 kreeg Jusseaume er opnieuw last van terwijl hij bezig was met het elfde album van Tramp. De eerste dertig pagina's werden door Jusseaume getekend en Kraehn tekende de rest van het album.  Het elfde album verscheen enkele jaren later in september 2017 en Jusseaume overleed enkele weken later in oktober 2017.
- Biblioteca Nacional de España: XX5062271
- Bibliothèque nationale de France: cb120164068 (data)
- Gemeinsame Normdatei: 1079535640
- International Standard Name Identifier: 0000 0001 1947 3471
- Library of Congress Control Number: nr94022294
- Nederlandse Thesaurus van Auteursnamen: 090883284
- Système universitaire de documentation: 028300467
- Virtual International Authority File: 19689369